# Roger Matthews
Roger Matthews, född 1948, död 8 april 2020, var en brittisk kriminolog och professor i kriminologi vid University of Kent, Canterbury i Storbritannien. Matthews var en central aktör inom den kriminologiska skolbildningen Left Realism, vilken ställer sig kritisk till den dominerande administrativa kriminologin och vänsteridealismen.